# Miś Yogi: Jak się macie – Misia znacie?
Miś Yogi: Jak się macie – Misia znacie? (ang. Hey There, It’s Yogi Bear!, 1964) – amerykański pełnometrażowy film animowany z udziałem Misia Yogiego.
W Polsce był wyświetlany w kinach w kwietniu 1972 roku jako Przygody Misia Yogi z polskim dubbingiem, obejmującym również piosenki (np. w piosenkach Yogiego dubbingował Andrzej Dąbrowski). Ta wersja dźwiękowa prawdopodobnie się nie zachowała i wykonano kolejną na potrzeby emisji telewizyjnej na antenie Cartoon Network w Kinie Cartoon Network, a potem na Boomerangu w Kinie Boomerang.

## Fabuła
Film opisuje perypetie misia Yogiego i jego przyjaciela Boo-Boo oraz ślicznej Cindy, która szybko wpada mu w oko. Romantyczna miłość Yogiego i Cindy kwitnie do chwili, gdy Cindy myśląc, że Yogi został wysłany z parku narodowego do zoo, też się zgłasza do zoo, aby tam do niego dołączyć. Okazuje się jednak, że wysłana zostanie do innego miasta, a poza tym Yogi zdołał uniknąć wysyłki do zoo. Yogi i Boo-Boo ruszają ratować Cindy, która w drodze do zoo zostaje zgubiona i zmuszona do występów na linie w cyrku. 